# Chester Castle
Chester Castle ist der Name eines Areals in der englischen Stadt Chester, auf dem bis in das 18. Jahrhundert eine Burg stand. Von der großen Anlage sind heute jedoch nur noch die Ringmauer des inneren Burghofs, Reste des sogenannten Flag Tower (deutsch: Fahnenturm) und das innere Burgtor – Agricola Turm genannt – aus dem 12. Jahrhundert erhalten. Die Mehrheit der heute auf dem Areal befindlichen Gebäude sind Neubauten des 18. und 19. Jahrhunderts.

## Geschichte
An der Stelle der mittelalterlichen Burg stand schon im 10. Jahrhundert eine sächsische Befestigungsanlage. Hugh d’Avranches, erster Earl of Chester, ließ 1069/70 diese durch eine Motte im normannischen Stil ersetzen. Als südlicher Eckpunkt der Stadtbefestigung von Chester sicherte die Burg die nahe gelegene Brücke über den Dee und diente als Stützpunkt für die weitere normannische Eroberung Englands. Der hölzerne Turm auf einem künstlich aufgeschütteten Hügel wurde bereits im 12. Jahrhundert durch einen steinernen, viereckigen Turm, den Flag Tower, ersetzt.

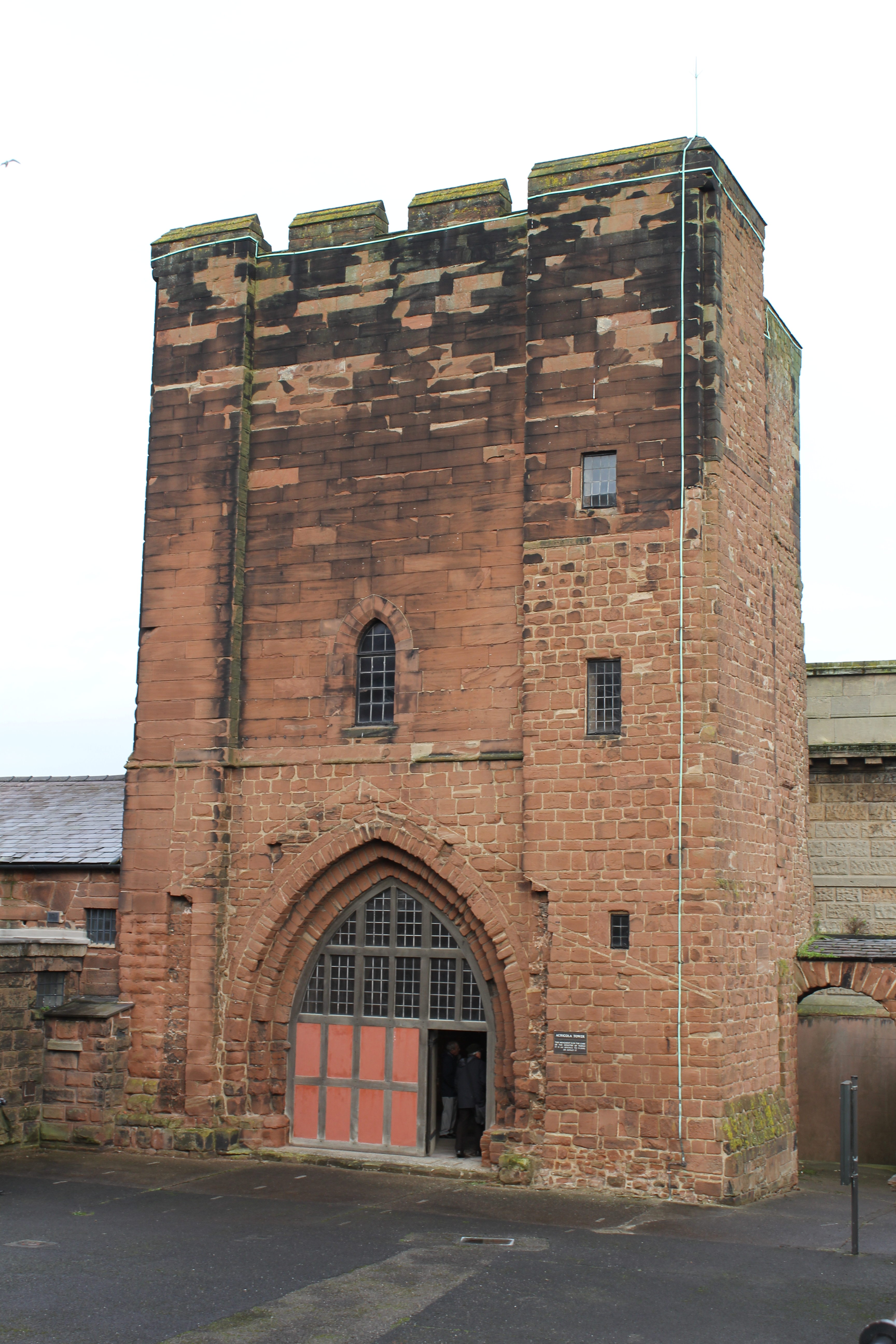
Agricola Turm

Nachdem 1237 der letzte Earl of Chester ohne männliche Erben verstorben war, fiel die Grafschaft an die englische Krone. König Heinrich III. und sein Sohn Edward I. ließen in den Folgejahren die Burg durch einen Wohnbau im Süden des inneren Burghofs ausbauen und die gesamte Anlage weiter befestigen. Von 1247 bis 1251 erfolgte der Austausch der hölzernen Palisade durch eine steinerne Ringmauer.
Bereits im 12. Jahrhundert war die Anlage um einen großen, äußeren Burghof mit umlaufender Ringmauer erweitert worden, welcher der Kernburg nördlich vorgelagert war. Sein Torbau wurde um 1290 verstärkt, sodass er nach Abschluss der Arbeiten aus einem mächtigen steinernen Tor mit zwei flankierenden, halbrunden Türmen bestand. Erreichbar war er über eine Zugbrücke, die einen acht Meter breiten Burggraben überspannte.
In den späten 1570er Jahren wurden an der Ostseite des äußeren Burghofs mehrere, teils repräsentative Gebäude errichtet, welche die Administration und das Gericht der Grafschaft sowie ein Gefängnis beheimateten.
Während des Englischen Bürgerkriegs trug Chester Castle starke Beschädigungen davon und wurde in der Folgezeit nur unzureichend wieder instand gesetzt. Um 1780 wurde deshalb ein Großteil der heruntergekommenen mittelalterlichen Bauten niedergelegt, um für moderne Neubauten Platz zu schaffen. Zwischen 1785 und 1822 wurden anschließend unter der Leitung von Thomas Harrison die heutigen Gebäude errichtet. Nach ihrer Fertigstellung nahmen sie eine wesentlich größere Fläche ein, als es die Burg zuvor getan hatte.
Noch heute dient Chester Castle als Gerichtsgebäude. Darüber hinaus beheimatet es das Cheshire Military Museum.